# Khurda (ciutat)
Khurda  (també Khorda) és una ciutat i àrea notificada de l'Índia a l'estat d'Orissa, capital del districte de Khurda (on es troba la capital de l'estat Bhubaneswar) i abans part del districte de Puri. Sota els britànics fou capital de districte i després de la subdivisió de Khurda amb 1212 pobles i 359.236 habitants el 1901. Segons el cens del 2001 la població de la ciutat era de 39.034 habitants; el 1901 era de 3.424 habitants. Està situada a 20° 11′ N, 85° 37′ E / 20.18°N,85.62°E.